# Mayac
Mayac is een gemeente in het Franse departement Dordogne (regio Nouvelle-Aquitaine) en telt 306 inwoners (1999). De plaats maakte deel uit van het arrondissement Périgueux. Na de aanpassing van de arrondissementsgrenzen vanaf 2017 door het arrest van 30 december 2016 behoort zij tot het arrondissement Nontron.
Het beslaat tevens de gehuchten (les Hameaux): Les Rejoux, Les Banchereaux, Le Dognon, Sarrazac en Pomerède, en de buurtschappen (les Lieux-Dits): Les Vergnes, Les Reilles en Loubatou.

## Activiteiten
Jaarlijks evenement: Vide grenier (rommelmarkt) met activiteiten voor de jeugd op de derde zondag in juni (dag na fête de la musique rond de 20e) op de weiden en schaduwrijke lanen onder eeuwenoude platanen van het Châteaux aan de rivier l'Isle, sedert 1995.

## Geografie
De oppervlakte van Mayac bedraagt 11,2 km², de bevolkingsdichtheid is 27,3 inwoners per km².
De onderstaande kaart toont de ligging van Mayac met de belangrijkste infrastructuur en aangrenzende gemeenten.

## Demografie
Onderstaande figuur toont het verloop van het inwonertal (bron: INSEE-tellingen).